# Дятел бурокрилий
Дя́тел бурокрилий (Dendropicos obsoletus) — вид дятлоподібних птахів родини дятлових (Picidae). Мешкає в Африці на південь від Сахари. Найближчими родичами бурокрилих дятлів є танзанійські дятли.

## Опис
Довжина птаха становить 13—16 см. Голова коричнева, над очима білі «брови», під дзьобом білі «вуса», скроні темні. Верхня частина тіла коричнева, на крилах і хвості білі смужки. Нижня частина тіла білувата, іноді поцяткована темними смужками. У самців на тімені і потилиці червона пляма.

## Підвиди
Виділяють чотири підвиди:
- D. o. obsoletus (Wagler, 1829) — від Сенегалу до південного Судану, західної Уганди, південного Камеруну і північного сходу ДР Конго;
- D. o. heuglini (Neumann, 1904) — східний Судан і північна Ефіопія;
- D. o. ingens (Hartert, E, 1900) — від південної Ефіопії до Уганди і центральної Кенії;
- D. o. crateri (Sclater, WL & Moreau, 1935) — північна Танзанія.

## Поширення і екологія
Бурокрилі дятли поширені від Сенегалу до північної Танзанії. Вони живуть в саванах, рідоліссях і чагарникових заростях. Зустрічаються на висоті до 3000 м над рівнем моря. Сезон розмноження триває з лютого по червень. Бурокрилі дятли гніздяться в дуплах, вхід в які розташовується на висоті від 1,5 до 6 м над землею. В кладці 2 яйця. Насиджують яйця і піклуються про пташенят і самиці, і самці.